# Thelypteris balbisii
Thelypteris balbisii är en kärrbräkenväxtart som först beskrevs av Kurt Sprengel, och fick sitt nu gällande namn av Ren-Chang Ching. Thelypteris balbisii ingår i släktet Thelypteris och familjen Thelypteridaceae. Utöver nominatformen finns också underarten T. b. longipilosa.